# Bâtiment des Forces motrices
Pour les articles homonymes, voir Forces motrices et BFM.
 (août 2023).
Si vous disposez d'ouvrages ou d'articles de référence ou si vous connaissez des sites web de qualité traitant du thème abordé ici, merci de compléter l'article en donnant les références utiles à sa vérifiabilité et en les liant à la section « Notes et références ».
Résidence
Le Bâtiment des Forces motrices (BFM) est une ancienne usine hydraulique désaffectée située à Genève (Suisse) et reconvertie par la suite en salle de spectacle sous le nom de salle Théodore Turrettini. L’ancien bâtiment était connu sous le nom d’Usine hydraulique de la Coulouvrenière.

## Projet
En 1880, la machine hydraulique située au pont de la Machine, malgré ses agrandissements successifs, ne suffit plus à faire face à la demande en eau de la cité. Le Grand Conseil octroie donc à la ville de Genève la concession des forces motrices du Rhône le 30 décembre 1882. Celle-ci s'engage à construire une nouvelle usine hydraulique qui alimenterait la ville en eau potable et en énergie produite par la technique de l'eau sous pression. Par la même occasion, elle prend en charge les travaux nécessaires à la régularisation du lac Léman, notamment par la construction d'un barrage à rideaux.
Comme le projet en question prévoit la construction de l'usine sur le territoire de la commune de Plainpalais, qui connaît alors des difficultés financières, le Conseil administratif de Genève entame des négociations avec le Conseil d'État afin qu'une partie du quartier de La Jonction, situé sur la commune de Plainpalais, lui soit annexée. Devant son refus, il est décidé que le bâtiment serait finalement construit sur le Rhône dont le lit avait été concédé à la ville de Genève en 1882. Dès lors, l'ingénieur et conseiller administratif Théodore Turrettini développe le projet de construction. Proche du quartier et du pont de la Coulouvrenière (1857), l’usine prendra le même nom.

## Usine hydraulique de la Coulouvrenière
Les travaux débutent en novembre 1883 afin de profiter d'une période où les eaux sont basses. Les bras du Rhône sont successivement asséchés pour permettre la construction du bâtiment, du système hydraulique et du barrage à rideau du pont de la Machine. Cinq premiers groupes de turbines sont inaugurées en mai 1886. En 1892, la grande aile du bâtiment est terminée et 18 groupes de pompes et de turbines sont alors en fonction. 
L'intérieur du bâtiment de style Beaux-Arts est constitué d'immenses espaces qu'aucun mur ne vient couper alors que le toit est soutenu par une charpente métallique. Les façades sont en béton et pierre et seule celle qui fait face au lac est ornée de statues représentant Neptune, Cérès et Mercure. Par ailleurs, pour éviter des surpressions, une vanne de décharge est installée près de la grande aile en créant le premier jet d'eau de Genève.
À Genève, la première usine hydroélectrique est construite sous la direction de Théodore Turrettini, plus en aval sur le Rhône, à la hauteur du village de Chèvres ; l'usine hydroélectrique de Chèvres a fourni de l'électricité de 1896 à 1943, année de la mise en fonction du barrage de Verbois et de son usine hydroélectrique. Elle est démolie en 1947.

## Reconversion
Le bâtiment est abandonné en 1992 lorsqu'il est remplacé par la station de pompage de l'Arquebuse. Classé monument historique en 1988, puis bien culturel suisse d'importance nationale, plusieurs pistes sont alors explorées pour lui trouver une nouvelle affectation. Après plusieurs contacts avec le département chargé du bâtiment et la générosité d'un mécène genevois, il est décidé de construire une nouvelle salle de spectacle de 1 000 places adaptée aux besoins du Grand Théâtre. Cette salle doit accueillir durant une année les productions du Grand Théâtre puis être utilisée à des fins événementielles ou pour des spectacles. Seules deux pompes sont conservées dans la petite aile.

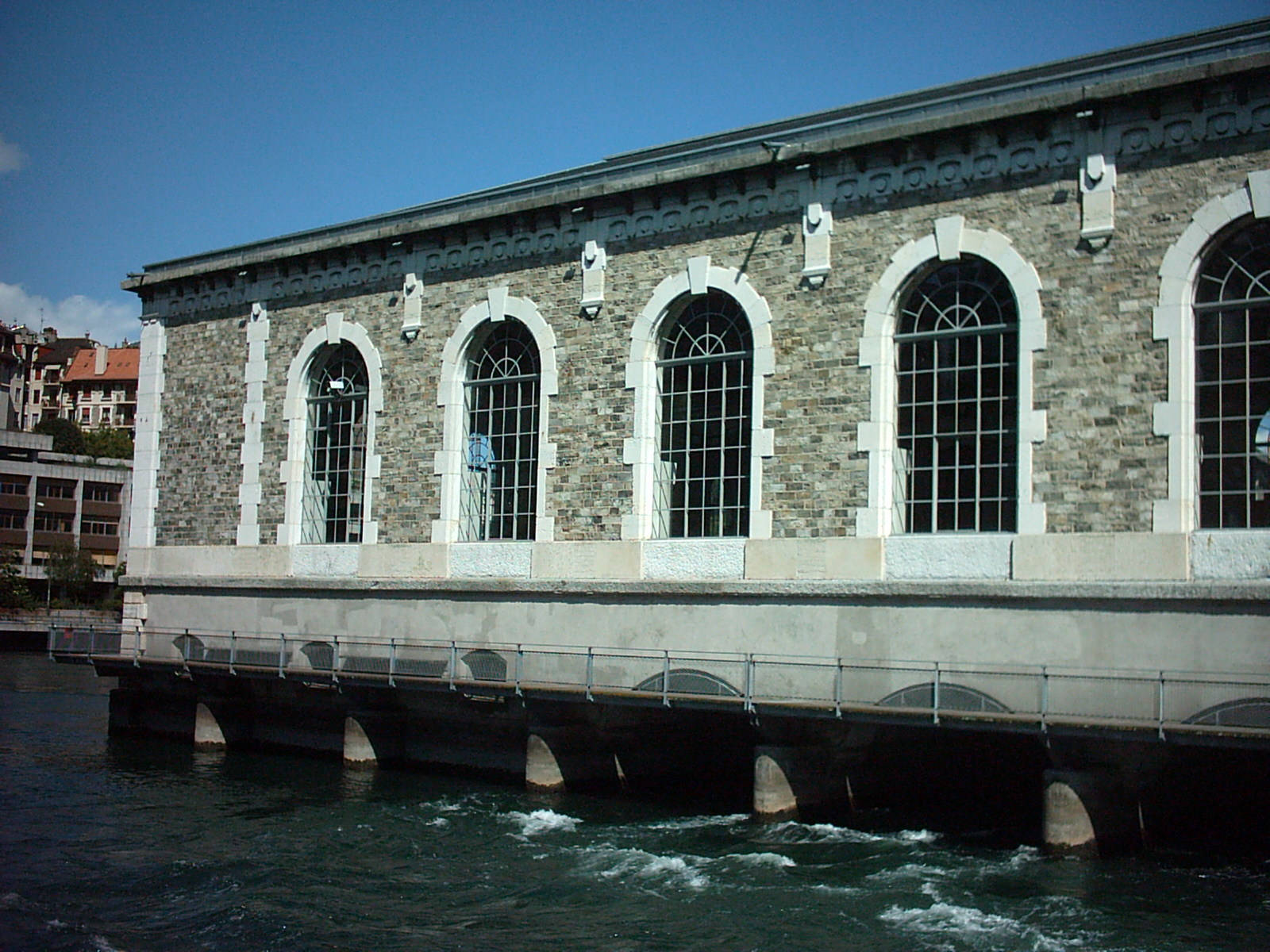
Façade du bâtiment munie d'une passerelle piétonne

Selon les plans de l'architecte Bernard Picenni, un lieu d'accueil est créé dans la petite aile et la salle de spectacle elle-même dans la grande aile. La salle de spectacle, inaugurée en septembre 1997, est entièrement construite en bois et comprend 801 places au parterre et 144 au balcon. Les études scénographiques ont été confiées à dUCKS scéno, et les études acoustiques ont été réalisées par Peutz. 
En décembre 1997, une passerelle piétonne est accrochée aux façades nord et ouest du bâtiment et permet de relier la promenade des Lavandières à l'esplanade du barrage du Seujet et à la place des Volontaires où se trouve le centre culturel de L'Usine. Elle prend appui sur les piles de l'ancienne passerelle d'entretien au bas des fenêtres du bâtiment.